# László Benkő
László Benkő (12. června 1943 Szombathely – 18. listopadu 2020 Budapešť) byl maďarský rockový klávesista. V letech 1960–1962 byl členem skupiny Universitas. V roce 1962 spoluzaložil skupinu Omega. Až do své smrti byl spolu s Jánosem Kóborem jediným členem skupiny, který v ní hrál po celou dobu její existence. Zemřel v listopadu 2020 po dlouhodobé nemoci.

## Sólová alba
- Lexikon (1982)
- Lexikon L–Z (1984)
- Ikarosz (1990)
- Omega-mix (1991)
- Impressio (1994)
- Hogyan tovább? (2004)
- Másik világ (2012)[3]